# Ontreinjärvi
Ontreinjärvi är en sjö i kommunen Kaavi i landskapet Norra Savolax i Finland. Den är 12,4 meter djup. Arean är 50 hektar och strandlinjen är 6,38 kilometer lång. Sjön  ingår i Vuoksens huvudavrinningsområde.   Den ligger omkring 63 kilometer öster om Kuopio och omkring 370 kilometer nordöst om Helsingfors. 